# Mahajuga
Mahajuga (Mahāyuga) je sanskrtski izraz, ki pomeni velika doba.
V hinduizmu je mahajuga svetovna doba, ki se periodično ponavlja  in je enaka štirim jugam. Traja 4,32 milijonom človeških let oziroma 12.000 božjih let. Tisoč mahajug pa je ena kalpa.